# Raffaele Arié
Raffaele Arié, nome italianizzato di Рафаэль Арие (Sofia, 1920 – Ginevra, 1988) è stato un basso bulgaro.

## Biografia
Giovane studente a Sofia, esordì sulle scene nella sua città nel 1945. Dopo aver vinto un concorso internazionale di canto a Ginevra, si stabilì in Svizzera, proseguendo successivamente gli studi in Italia con Riccardo Stracciari, Apollo Granforte e Carlo Tagliabue.
Nel 1946 debuttò alla Scala ne L'amore delle tre melarance. Nel 1948 fu Callistene in Poliuto al Teatro Donizetti di Bergamo, nel 1949 interpretò La Sena festeggiante al Teatro La Fenice di Venezia e Varlaam in Boris Godunov alla Scala.
Ancora alla Scala, nel 1950 fu Marmeladoff in Raskolnikoff di Heinrich Sutermeister e nel 1951 Skula ne Il principe Igor. Uno dei suoi maggiori successi fu Trulove nella prima assoluta de La carriera di un libertino nel 1951 a Venezia.
Fu presente inoltre in diversi degli altri principali teatri italiani e in importanti sedi europee, come Salisburgo, Vienna, Parigi, Aix en Provence.

## Discografia

### Incisioni in studio
- La bohème, con Renata Tebaldi, Giacinto Prandelli, Giovanni Inghilleri, Hilde Gueden, dir. Alberto Erede - Decca 1951
- Lucia di Lammermoor, con Maria Callas, Giuseppe Di Stefano, Tito Gobbi, dir. Tullio Serafin - HMV 1953

### Registrazioni dal vivo
- Don Giovanni (Commendatore), con Renato Capecchi, Marcello Cortis, Carla Castellani, Léopold Simoneau, Suzanne Danco, dir. Hans Rosbaud - Aix en Provence 1950
- La carriera di un libertino, con Elisabeth Schwarzkopf - Venezia 1951
- Don Giovanni (Commendatore), con Cesare Siepi, Otto Edelman, Elisabeth Schwarzkopf, Elisabeth Grummer, Anton Dermota, dir. Wilhelm Furtwängler - Salisburgo 1953
- Eugene Onegin (in ital.), con Rosanna Carteri, Giuseppe Taddei, Eugenia Zarewska, Amalia Pini, dir. Nino Sanzogno - Milano-RAI 1953
- Il ratto dal serraglio, con Teresa Stich-Randall, Nicolai Gedda, Carmen Prietto, Michel Sénéchal, dir. Hans Rosbaud - Aix en Provence 1954
- Guglielmo Tell (Gualtiero Furst), con Paolo Silveri, Mario Filippeschi, Margherita Benetti, Nicola Zaccaria, dir. Nino Sanzogno - RAI-Milano 1954
- Faust (in ital.), con Marcella Pobbe, Gianni Poggi, Ettore Bastianini, dir. Gabriele Santini - Napoli 1956
- I puritani, con Anna Moffo, Gianni Raimondi, Ugo Savarese, dir. Mario Rossi - RAI-Milano 1959
- I puritani, con Mirella Freni, Alfredo Kraus, Attilio D'Orazi, dir. Nino Verchi - Modena 1962
- Nabucco, con Aldo Protti, Marcella De Osma, Franco Tagliavini, dir. Nicola Rescigno Oviedo 1963
- Luisa Miller (conte Walter), con Antonietta Stella, Giuseppe Di Stefano, Cornell MacNeil, dir. Nino Sanzogno - Palermo 1963
- Clitennestra, con Clara Petrella, Luisa Malagrida, Mario Petri, Floriana Cavalli, Ruggero Bondino, dir. Gianandrea Gavazzeni,  La Scala 1965
- Simon Boccanegra, con Peter Glossop, Rita Orlandi Malaspina, Gianfranco Cecchele, Walter Monachesi, dir. Alberto Erede, Parma 1965
- Luisa Miller (conte Walter), con Gilda Cruz Romo, Luciano Pavarotti, Matteo Manuguerra, dir. Peter Maag - Torino 1974